# Veli Granö
Veli Matti Juhani Granö, född 29 november 1960 i Kajana, är en finländsk bildkonstnär, fotokonstnär och filmregissör.
Granö har genomgått Lahtis designinstitut, Konstindustriella högskolan och Bildkonstakademin. Han är främst känd för sin fotokonst och installationer. I sina utställningar har han bland annat dokumenterat den finska trädgårdskonsten i Onnela (1989), folkliga konstnärer och enstöringar i serien Itse tehty elämä (2000), ensamma samlare i sina originella miljöer (1997) och miniatyrmodellbyggare (2003).
Granö har sedan slutet av 1980-talet deltagit i talrika framträdande utställningar runtom i världen, bland annat Venedigbiennalen 2001. Landskapet som motiv har haft stor betydelse för hans fotokonst och filmer. Han har undervisat vid Lahtis designinstitut sedan 1988 och är sedan 2015 verksam som professor i fotografi vid Bildkonstakademin. På kortfilmsfestivalen i Tammerfors 2003 belönades han med Risto Jarva-priset för filmen Tähteläiset.